# 2021년 태풍
이 문서에서는 2021년에 발생하는 태풍들의 활동에 대해 기록하였다. 2021년에 발생한 태풍은 총 22개인데, 이는 1981년 ~ 2010년 평균 발생 개수인 25.6개보다 적은 수치이며, 1991년 ~ 2020년 평균 발생 개수인 25.1개보다도 적은 수치이다.

## 통계

### 월별 태풍 발생 개수
| -                                 | 1월       | 2월       | 3월       | 4월       | 5월       | 6월       | 7월       | 8월        | 9월        | 10월       | 11월       | 12월       | 합계 |
| --------------------------------- | --------- | --------- | --------- | --------- | --------- | --------- | --------- | ---------- | ---------- | ---------- | ---------- | ---------- | ---- |
| 2021년                            | 0 (0)     | 1 (1)     | 0 (1)     | 1 (2)     | 1 (3)     | 2 (5)     | 3 (8)     | 4 (12)     | 4 (16)     | 4 (20)     | 1 (21)     | 1 (22)     | 22   |
| 30년 평균 (1971~2000년)           | 0.5 (0.5) | 0.1 (0.6) | 0.4 (1.0) | 0.8 (1.8) | 1.0 (2.8) | 1.7 (4.5) | 4.0 (8.5) | 5.5 (14.0) | 5.0 (19.0) | 3.9 (22.9) | 2.5 (25.4) | 1.3 (26.7) | 26.7 |
| *괄호 안의 숫자는 누적 태풍 수임. |           |           |           |           |           |           |           |            |            |            |            |            |      |

### 태풍 이름
| - 제1호 태풍 두쥐안 (2101) - 제2호 태풍 수리개 (2102) - 제3호 태풍 초이완 (2103) - 제4호 태풍 고구마 (2104) - 제5호 태풍 참피 (2105) - 제6호 태풍 인파 (2106) - 제7호 태풍 츰파카 (2107) | - 제8호 태풍 네파탁 (2108) - 제9호 태풍 루핏 (2109) - 제10호 태풍 미리내 (2110) - 제11호 태풍 니다 (2111) - 제12호 태풍 오마이스 (2112) - 제13호 태풍 꼰선 (2113) - 제14호 태풍 찬투 (2114) | - 제15호 태풍 뎬무 (2115) - 제16호 태풍 민들레 (2116) - 제17호 태풍 라이언록 (2117) - 제18호 태풍 곤파스 (2118) - 제19호 태풍 남테운 (2119) - 제20호 태풍 말로 (2120) - 제21호 태풍 냐토 (2121) | - 제22호 태풍 라이 (2122) |

## 특징
- 제1호 태풍이 2월에 발생한 것은 1996년 이후 무려 25년만이며, 21세기로 한정할 경우 최초로 제1호 태풍이 2월에 발생한 사례가 된다.
- 제2호 태풍 수리개는 중심기압 895hPa로 4월에 발생한 역대 최강 태풍이며, 종전 4월에 발생한 역대 최강 태풍이었던 2015년 발생한 태풍 마이삭의 중심기압 910hPa 기록을 갱신했다. 그리고 1분 평균 풍속은 170노트로, 상반기로 기준을 잡아도 1966년 6월 24일에 발생한 키트 이후 최강 태풍이다.[1] 그리고 4월 태풍 중 최성기의 중심기압이 사상 최초로 800hPa대로 들어갔다.
- 제14호 태풍 찬투는 9월 7일 18시 세력이 중심기압 994hPa, 10분 평균 풍속 45kn(23m/s), 1분 평균 풍속 65kn(33m/s)에 불과한 열대폭풍 수준이었으나 고작 18시간만에 중심기압 945hPa, 10분 평균 풍속 90kn(46m/s), 1분 평균 풍속 125kn(64m/s)의 매우 강한 태풍으로 급격히 발달하였다. 이렇게 된 주요 원인으로는 북서태평양의 열용량 누적(최소 125kJ), 매우 높은 수온(30~31도), 약한 윈드시어(10kn(5m/s) 이하)로 태풍 발달에 유리한 조건들을 완벽히 만족하고 있었기에 급발달이 가능했던 것이다.
- 제22호 태풍 라이는 12월 19일 3시에 JTWC 기준 1분 평균 풍속 140노트(72m/s)의 세력으로 최성기를 맞았다. 또한, 일본 기상청 기준으로도 10분 평균 풍속 105노트(54m/s)의 세력으로 다시 한번 최성기를 맞았다. 그 결과, 남중국해 10분 평균 풍속 최초 Violent(맹렬) 등급, 남중국해 1분 평균 풍속 역사상 최강 태풍이라는 두 가지 기록을 갈아치웠다. 남중국해 10분 평균 풍속 최초 Violent(맹렬) 등급은 2022년 2월 4일에 발표된 일본 기상청의 2021년 제22호 태풍 라이의 사후해석에서 최종적으로 확정되었다.
- 2021년 태풍 JTWC 사후해석에서 수리개가 1분 평균 풍속 170kt로 5kt가량 상향되어 2시즌 연속 1분 평균 풍속 170kt가 배출되기도 했다.

## 활동한 태풍

### 제1호 태풍 두쥐안
2021년 제1호 태풍 두쥐안(DUJUAN)은 2월 18일 15시에 중심기압 998hPa, 최대풍속 18m/s, 강풍 반경 390km(북서쪽 반경)의 열대폭풍으로 팔라우 서쪽 약 260km 부근 해상에서 발생하였다.(일본 기상청 태풍정보 속보치 기준) 발생 이후 느리게 서진하며 미미하게 발달해서, 2월 18일 21시에 팔라우 서쪽 약 310km 부근 해상에서 중심기압 996hPa, 최대풍속 21m/s의 열대폭풍으로 최성기를 맞이하였다. 최성기 이후에는 태풍 주변에 마땅한 지향류도 없었던데다 연직시어마저 강해서 필리핀 동쪽 해상에서 서진과 북서진 및 거의 정체하며 필리핀에 서서히 접근하면서 약화되었고, 2월 22일 9시에 필리핀 세부 동북동쪽 약 210km 부근 해상에서 중심기압 1006hPa의 열대저압부로 소멸하였다.(한국 기상청 기준으로는 중심기압 1004hPa의 열대저압부로 소멸하였다.) 두쥐안은 중국에서 제출한 이름으로 진달래를 의미한다.

### 제2호 태풍 수리개
2021년 제2호 태풍 수리개(SURIGAE)는 4월 14일 3시에 중심기압 1002hPa, 최대풍속 18m/s, 강풍 반경 440km(북서쪽 반경)의 열대폭풍으로 팔라우 동쪽 약 350km 부근 해상에서 발생하였다.(일본 기상청 태풍정보 속보치 기준) 발생 이후 북서~서북서진하며 낮은 연직시어와 활발한 상층 발산 환경 그리고 높은 해수면 온도와 필리핀 레이테섬 동쪽 해상의 높은 열용량이 있는 해역을 지나며 급발달해서, 4월 18일 3시에 필리핀 세부 동북동쪽 약 560km 부근 해상에서 중심기압 895hPa, 최대풍속 62m/s의 '맹렬한' 태풍으로 최성기를 맞이하였다. 최성기 이후 북북서진하면서 굉장히 더디게 약화되었고, 4월 22일 9시부터 북동진으로 전향하기 시작하며 북위 20도를 통과하였다. 북동진으로 전향한 이후 서서히 온대저기압화가 진행되며 북쪽 한기의 유입과 건조한 공기의 유입으로 인해 약화되었고, 4월 25일 9시에 일본 오키나와 동남동쪽 약 980km 부근 해상에서 중심기압 998hPa의 온대저기압으로 변질되었다. 수리개는 북한에서 제출한 이름으로 솔개의 함경도 방언이다.

### 제3호 태풍 초이완
2021년 제3호 태풍 초이완(CHOI-WAN)은 5월 31일 9시에 중심기압 1000hPa, 최대풍속 18m/s, 강풍 반경 220km(남쪽 반경)의 열대폭풍으로 팔라우 서쪽 약 420km 부근 해상에서 발생하였다.(일본 기상청 태풍정보 속보치 기준) 발생 이후 서북서진하면서 미미하게 발달해서, 6월 1일 3시에 필리핀 세부 동쪽 약 510km 부근 해상에서 중심기압 998hPa, 최대풍속 21m/s의 열대폭풍으로 최성기를 맞이하였다. 최성기 이후 서~북서진하며 필리핀을 관통하면서 육상 마찰 및 건조한 공기로 인해 약화되었다가, 남중국해에 진출한 이후 6월 3일 9시, 한국 기상청에서 태풍 초이완이 필리핀 마닐라 북서쪽 약 300km 부근 해상(남중국해)에서 중심기압 1002hPa의 열대저압부로 약화되었다고 발표하면서 한미일 3국 중 가장 먼저 태풍예보를 종료하였다. 위키백과에서는 북서태평양 태풍 명명권을 가진 일본 기상청의 해석을 따르므로, 공식 태풍 예보 기준이 되는 일본 기상청은 태풍 초이완이 남중국해에 진출한 이후, 6월 3일 12시에 중심기압 1000hPa, 최대풍속 21m/s로 재발달하였다고 발표했다. 남중국해에 진출한 이후, 태풍 초이완은 북위 18도에서 북동진으로 서서히 전향해서 루손 해협을 통과한 뒤 대만을 스치며 다시 약화되었고, 일본 류큐 열도를 지나면서 온대저기압화가 진행되었다. 일본 기상청 기준으로는 6월 5일 15시에 일본 오키나와 북동쪽 약 193km 부근 해상(동중국해)에서 중심기압 1000hPa의 온대저기압으로 변질되었다. 초이완은 홍콩에서 제출한 이름으로 채운(색깔 있는 구름)을 의미한다.

### 제4호 태풍 고구마
2021년 제4호 태풍 고구마(KOGUMA)는 6월 12일 15시에 중심기압 996hPa, 최대풍속 18m/s, 강풍 반경 440km(남서쪽 반경)의 열대폭풍으로 중국 잔장 남서쪽 약 260km 부근 해상(통킹만)에서 발생하였다.(일본 기상청 태풍정보 속보치 기준) 발생 이후 통킹만에서 서북서~서진하면서 추가 발달 없이 그대로 베트남 하노이 부근 해안에 상륙하였고, 베트남 상륙 뒤에는 육상마찰로 인해 6월 13일 15시에 베트남 하노이 남서쪽 약 180km 부근 육상에서 중심기압 1000hPa의 열대저압부로 약화되었다. 고구마는 일본에서 제출한 이름으로 별자리 중에서도 작은곰자리를 의미한다.

### 제5호 태풍 참피
2021년 제5호 태풍 참피(CHAMPI)는 6월 23일 9시에 중심기압 1002hPa, 최대풍속 18m/s, 강풍 반경 165km의 열대폭풍으로 미국 괌 북서쪽 약 530km 부근 해상에서 발생하였다.(일본 기상청 태풍정보 속보치 기준) 발생 이후 북서~북북서진하며 발달해서, 6월 25일 15시에 미국 괌 북북서쪽 약 1,110km 부근 해상에서 중심기압 980hPa, 최대풍속 33m/s의 강한 태풍으로 최성기를 맞이하였다. 최성기 이후 6월 26일에 일본 오가사와라 제도 부근 해상에서 북동진으로 전향한 뒤 고위도로 진출하며 건조역의 침투 등 상층 환경 악화로 인해 급약화되었고, 북위 30도를 넘으면서 장마전선과 만나 빠르게 온대저기압화가 진행되어서, 6월 27일 21시에 일본 도쿄 동남동쪽 약 430km 부근 해상에서 중심기압 998hPa의 온대저기압으로 변질되었다.(한국 기상청 기준으로는 중심기압 996hPa의 온대저기압으로 변질되었다.) 참피는 라오스에서 제출한 이름으로 꽃의 한 종류이다.

### 제6호 태풍 인파
2021년 제6호 태풍 인파(IN-FA)는 7월 18일 3시에 중심기압 998hPa, 최대풍속 18m/s, 강풍 반경 560km(동쪽 반경)의 열대폭풍으로 일본 오키나와 남동쪽 약 670km 부근 해상에서 발생하였다.(일본 기상청 태풍정보 속보치 기준) 발생 이후 태풍 주변에 마땅히 지향류가 없는 상태로 인해 거의 정체 및 북서~서남서진하며 굉장히 더디게 발달하면서 일본 류큐 열도에 있는 이시가키시와 미야코지마시 사이의 해상을 통과한 뒤 동중국해에서 발달해서, 7월 24일 15시에 일본 오키나와 서쪽 약 360km 부근 해상(동중국해)에서 중심기압 950hPa, 최대풍속 41m/s의 강한 태풍으로 최성기를 맞이하였다. 최성기 이후에는 느리게 북북서~서북서진하며 중국 동해안에 근접하며 더디게 약화되었고, 7월 25일 21시에 중심기압 975hPa, 최대풍속 31m/s의 세력으로 중국 저장 성 저우산시에 상륙했다. 중국 저장 성에 상륙한 이후 육상마찰을 받으며 약화되어서, 7월 28일 3시에 중국 상하이 서북서쪽 약 300km 부근 육상(중국 안후이 성 마안산시)에서 중심기압 990hPa의 열대저압부로 약화되었다. 인파는 마카오에서 제출한 이름으로 불꽃놀이를 의미한다.

### 제7호 태풍 츰파카
2021년 제7호 태풍 츰파카(CEMPAKA)는 7월 19일 9시에 중심기압 996hPa, 최대풍속 18m/s, 강풍 반경 220km의 열대폭풍으로 중국 홍콩 남서쪽 약 180km 부근 해상(남중국해)에서 발생하였다.(일본 기상청 태풍정보 속보치 기준) 발생 이후 태풍 주변에 마땅히 지향류가 없는 상태로 인해 거의 정체하며 태풍의 컴팩트한 크기로 인해 급발달하였고, 7월 20일 15시에 중국 홍콩 서남서쪽 약 200km 부근 해상(남중국해)에서 중심기압 990hPa, 최대풍속 28m/s의 강한 열대폭풍으로 최성기를 맞이하였다. 그리고 7월 20일 21시에 중심기압 990hPa, 최대풍속 28m/s의 세력으로 중국 광둥성 양장시에 상륙했다. 중국 광둥성 상륙 이후 육상마찰로 인해 급약화되어서, 7월 21일 15시, 한국 기상청에서는 츰파카가 중국 광둥성 잔장시 북쪽 약 110km 부근 육상에서 중심기압 998hPa의 열대저압부로 약화되었다고 발표하면서 한미일 3국 중 가장 먼저 태풍예보를 종료하였다. 위키백과에서는 북서태평양 태풍 명명권을 가진 일본 기상청의 해석을 따르므로, 공식 태풍 예보 기준이 되는 일본 기상청에서는 츰파카가 중국 광둥성 상륙 이후 급약화된 상태로 계속 느리게 서북서~북서진하며 이동한 뒤에 일본 기상청 기준으로는 7월 22일 9시에 중국 광둥 성 잔장시 북서쪽 약 162km 부근 육상(중국 광시 좡족 자치구 친저우시)에서 중심기압 1000hPa의 열대저압부로 약화되었다. 츰파카는 말레이시아에서 제출한 이름으로 꽃의 종류를 의미한다.

### 제8호 태풍 네파탁
2021년 제8호 태풍 네파탁(NEPARTAK)은 7월 23일 21시에 중심기압 998hPa, 최대풍속 18m/s, 강풍 반경 500km(동쪽 반경)의 열대폭풍으로 미국 괌 북북동쪽 약 1,210km 부근 해상에서 발생하였다.(일본 기상청 태풍정보 속보치 기준) 발생 이후 북중태평양에 있는 북태평양 고기압의 지향류를 따라 빠른 속도로 북~서북서진하며 이동하면서 더디게 발달하였고, 7월 27일 3시에 일본 도쿄 동남동쪽 약 330km 부근 해상에서 중심기압 990hPa, 최대풍속 21m/s의 열대폭풍으로 최성기를 맞이하였다. 최성기 이후 북북서~북서진하며 약화되었고, 7월 28일 6시에 중심기압 994hPa, 최대풍속 21m/s의 세력으로 일본 미야기현에 상륙하였다. 일본 상륙 이후 급약화 및 온대저기압화가 진행되었고, 7월 28일 15시에 일본 센다이 북북서쪽 약 230km 부근 해상(동해)에서 중심기압 998hPa의 온대저기압으로 변질되었다. JTWC에서는 태풍 네파탁을 아열대폭풍으로 분류하였다. 네파탁은 미크로네시아 연방에서 제출한 이름으로 유명한 전사의 이름을 의미한다.

### 제9호 태풍 루핏
2021년 제9호 태풍 루핏(LUPIT)은 8월 4일 9시에 중심기압 994hPa, 최대풍속 18m/s, 강풍 반경 390km(남쪽 반경)의 열대폭풍으로 중국 홍콩 남동쪽 약 180km 부근 해상(남중국해)에서 발생하였다.(일본 기상청 태풍정보 속보치 기준) 발생 이후 느리게 동북동~북북동진하면서 발달하였고, 8월 5일 15시에 중심기압 990hPa, 최대풍속 21m/s의 세력으로 중국 광둥 성 산터우시에 상륙했다. 중국 상륙 이후 동북동~동진하며 대만 해협 진출 및 대만을 관통한 뒤 바로 동중국해로 진출하였다. 동중국해에서 동북동~북북동진하며 재발달한 뒤 8월 8일 21시에 중심기압 988hPa, 최대풍속 21m/s의 세력으로 일본 가고시마현에 상륙했다. 일본 가고시마현 상륙 이후 온대저기압화가 진행되면서 계속 발달하였고, 8월 9일 3시에 일본 오사카 서남서쪽 약 340km 부근 해상(세토내해)에서 중심기압 985hPa, 최대풍속 23m/s의 열대폭풍으로 최성기를 맞이하였다. 최성기 이후 바로 온대저기압으로 변질되어서, 8월 9일 9시에 일본 오사카 서북서쪽 약 230km 부근 육상(일본 시마네현)에서 중심기압 982hPa의 온대저기압으로 변질되었다.(한국 기상청 기준으로는 중심기압 980hPa의 온대저기압으로 변질되었다.) 루핏은 필리핀에서 제출한 이름으로 잔인함을 의미한다.

### 제10호 태풍 미리내
2021년 제10호 태풍 미리내(MIRINAE)는 8월 5일 15시, 중십기압 994hPa, 최대 풍속 18m/s, 강풍 반경 280km의 열대폭풍으로 일본 오키나와 북동쪽 약 40km 부근 육상에서 발생하였다.(일본 기상청 태풍정보 속보치 기준) 발생 이후 동북동~북북동진하면서 발달하였고, 8월 8일 3시에 일본 도쿄 남쪽 약 250km 부근 해상(일본 이즈 제도)에서 중심기압 980hPa, 최대풍속 23m/s의 열대폭풍으로 최성기를 맞이하였다. 최성기 이후로는 동북동~동진하면서 서서히 온대저기압화가 진행되었고, 한국 기상청 기준으로는 8월 10일 3시에 일본 삿포로 동남동쪽 약 1,330km 부근 해상에서 중심기압 990hPa의 온대저기압으로 변질되었다. 북서태평양 태풍 명명권을 가진 일본 기상청 기준으로는 8월 10일 9시에 일본 삿포로 남동쪽 약 1,464km 부근 해상에서 중심기압 988hPa의 온대저기압으로 변질되었다. 8월 8일 12시에 2020 도쿄 올림픽을 치르고 있었던 일본 도쿄가 일본 기상청 기준 강풍 반경에 들어갔었다. 태풍 미리내는 대한민국에서 제출한 이름으로 은하수를 의미한다.

### 제11호 태풍 니다
2021년 제11호 태풍 니다(NIDA)는 8월 5일 15시에 중심기압 1000hPa, 최대풍속 18m/s, 강풍 반경 280km(남동쪽 반경)의 열대폭풍으로 일본 도쿄 동남동쪽 약 830km 부근 해상에서 발생하였다.(일본 기상청 태풍정보 속보치 기준) 발생 이후 북북동~동북동진하면서 발달하였고, 8월 7일 3시에 일본 센다이 동쪽 약 1,230km 부근 해상에서 중심기압 992hPa, 최대풍속 26m/s의 강한 열대폭풍으로 최성기를 맞이하였다. 최성기 이후 빠른 속도로 동~동북동진하며 온대저기압화가 진행되었고, 북서태평양 태풍 명명권을 가진 일본 기상청 기준으로는 8월 8일 9시에 일본 삿포로 남동쪽 약 2,269km 부근 해상에서 중심기압 998hPa의 온대저기압으로 변질되었다. 한국 기상청 기준으로는 8월 8일 15시에 일본 삿포로 동쪽 약 2,530km 부근 해상에서 중심기압 1000hPa의 온대저기압으로 변질되었다. 니다는 태국에서 제출한 이름으로 숙녀를 의미한다.

### 제12호 태풍 오마이스
2021년 제12호 태풍 오마이스(OMAIS)는 8월 20일 21시에 중심기압 1004hPa, 최대풍속 18m/s, 강풍 반경 110km의 열대폭풍으로 일본 오키나와 남남동쪽 약 850km 부근 해상에서 발생하였다.(일본 기상청 태풍정보 속보치 기준) 발생 이후 북북서~북서진하면서 발달하였고, 8월 22일 9시에 일본 오키나와 남서쪽 약 330km 부근 해상에서 중심기압 994hPa, 최대풍속 23m/s의 열대폭풍으로 최성기를 맞이하였다. 최성기 이후 동중국해로 진출하며 강한 연직시어로 인해 빠르게 약화가 진행되는 와중에 대한민국의 제주도를 관통하였고, 얼마 지나지 않아서 일본 기상청 기준으로 8월 24일 0시 중심기압 998hPa, 최대풍속 18m/s의 세력으로 대한민국 경상남도 통영시 광도면에 상륙하였다. 한국 기상청 기준으로는 8월 23일 23시 50분 중심기압 996hPa, 최대풍속 18m/s의 세력으로 경남 고성군에 상륙하였다. 한국 기상청 기준으로는 8월 24일 2시 50분경 경북 포항시에서 동해상으로 진출했다. 일본 기상청 기준으로는 8월 24일 3시에 경북 포항시에서 동해상으로 진출하였다. 빠른 속도로 북북동진하며 온대저기압화가 진행되어서, 한국 기상청 기준으로는 8월 24일 6시에 울릉도 남서쪽 약 60km 부근 해상(동해)에서 중심기압 996hPa의 온대저기압으로 변질되었다. 일본 기상청 기준으로는 8월 24일 9시에 울릉도 북동쪽 약 56km 부근 해상(동해)에서 중심기압 998hPa의 온대저기압으로 변질되었다. 오마이스는 미국에서 제출한 이름으로 '주위를 어슬렁거리는'을 의미한다.

### 제13호 태풍 꼰선(제명)
2021년 제13호 태풍 꼰선(CONSON)은 9월 6일 15시에 중심기압 1000hPa, 최대풍속 18m/s, 강풍 반경 165km의 열대폭풍으로 필리핀 세부 동쪽 약 330km 부근 해상에서 발생하였다.(일본 기상청 태풍정보 속보치 기준) 발생 이후 서북서~북서진하며 필리핀 중북부 지방을 지나며 약화된 뒤에 남중국해로 진출해서 서~서남서진하며 재발달해서 9월 10일 15시에 베트남 다낭 동쪽 약 400km 부근 해상(남중국해)에서 중심기압 985hPa, 최대풍속 28m/s의 강한 열대폭풍으로 최성기를 맞이하였다. 최성기 이후에는 서~서남서진하며 베트남에 근접하면서 약화되었고, 9월 12일 3시에 베트남 다낭 남남동쪽 약 110km 부근 육상에서 중심기압 996hPa의 열대저압부로 약화되었다. 꼰선은 베트남에서 제출한 이름으로 베트남 하이즈엉성에 있는 명소이다.

### 제14호 태풍 찬투
2021년 제14호 태풍 찬투(CHANTHU)는 9월 7일 9시에 중심기압 1000hPa, 최대풍속 18m/s, 강풍 반경 110km의 열대폭풍으로 미국 괌 서북서쪽 약 920km 부근 해상에서 발생하였다.(일본 기상청 태풍정보 속보치 기준) 발생 이후 북서태평양의 열용량 누적(최소 125kJ), 매우 높은 수온(30~31도), 약한 윈드시어로 인해 서남서~서북서진하며 급발달하였고, 9월 11일 3시에 필리핀 마닐라 북북동쪽 약 560km 부근 해상(루손 해협)에서 중심기압 905hPa, 최대풍속 59m/s의 '맹렬한' 태풍으로 최성기를 맞이하였다. 최성기 이후 북~북북동진하면서 서서히 약화되었으나, 동중국해의 북위 30도선에서 거의 정체 및 남동진하며 9월 16일 9시에 대한민국 제주도 서귀포시 남남서쪽 약 350km 부근 해상(동중국해)에서 중심기압 990hPa, 최대풍속 26m/s의 세력으로 재발달하였다. 재발달한 세력으로 북동~동북동진하며 9월 17일 6시에 대한민국 제주도 서귀포시 남남동쪽 약 60km 부근 해상(동중국해)에서 제주도에 최근접해서 통과한 이후, 9월 17일 19시에 일본 후쿠오카현 미야와카시에 상륙하였다. 일본 상륙 이후 빠르게 동진하며 온대저기압화가 가속되어서, 한국 기상청 기준으로는 9월 18일 9시에 일본 나고야 남남서쪽 약 90km 부근 육상에서 중심기압 1000hPa의 온대저기압으로 변질되었다고 발표하였다. 일본 기상청 기준으로는 9월 18일 15시에 일본 나고야 남동쪽 약 165km 부근 해상에서 중심기압 1000hPa의 온대저기압으로 변질되었다고 발표하였다. 찬투는 캄보디아에서 제출한 이름으로 꽃의 한 종류이다.

### 제15호 태풍 뎬무
2021년 제15호 태풍 뎬무(DIANMU)는 9월 23일 15시에 중심기압 1000hPa, 최대풍속 18m/s, 강풍 반경 300km(북쪽 반경)의 열대폭풍으로 베트남 다낭 동남동쪽 약 290km 부근 해상(남중국해)에서 발생하였다. (일본 기상청 태풍정보 속보치 기준) 발생 이후 추가 발달 없이 서북서진하며 9월 24일 3시에 베트남 꽝남 성에 상륙했으며, 베트남 상륙 이후 육상마찰로 인해 약화되어 한국 기상청 기준으로 9월 24일 9시에 베트남 다낭 서남서쪽 약 180km 부근 육상에서 중심기압 1002hPa의 열대저압부로 소멸하였다. 일본 기상청 기준으로는 9월 24일 15시에 베트남 다낭 서쪽 약 235km 부근 육상(라오스)에서 중심기압 1004hPa의 열대저압부로 소멸하였다. 뎬무는 중국에서 제출한 이름으로 번개를 관장하는 여신의 이름이다.

### 제16호 태풍 민들레
2021년 제16호 태풍 민들레(MINDULLE)는 9월 23일 21시에 중심기압 1002hPa, 최대풍속 18m/s, 강풍 반경 330km(북동쪽 반경)의 열대폭풍으로 미국 괌 서쪽 약 170km 부근 해상에서 발생하였다.(일본 기상청 태풍정보 속보치 기준) 발생 이후 북서태평양의 높은 수온과 약한 윈드시어, 전방위의 발산류로 인해 북서~서북서진하며 급발달하였고, 9월 26일 15시에 미국 괌 서북서쪽 약 1,050km 부근 해상에서 중심기압 920hPa, 최대풍속 54m/s의 '맹렬한' 태풍으로 최성기를 맞이하였다. 최성기 이후 거의 정체 및 북북서진하다가 북위 23도(북회귀선)에서 북동진으로 전향한 뒤 북동~북북동진하며 10월 1일 18시에 중심기압 950hPa, 최대풍속 41m/s의 세력으로 일본 도쿄에 최근접해서 통과하였다. 일본 동쪽 해상으로 진출한 뒤 빠르게 북북동진하며 온대저기압화가 진행되었고, 일본 기상청 기준으로는 10월 2일 9시에 일본 삿포로 남동쪽 약 716km 부근 해상에서 중심기압 976hPa의 온대저기압으로 변질되었다고 발표하였다. 한국 기상청 기준으로는 10월 2일 12시에 일본 삿포로 동남동쪽 약 710km 부근 해상에서 중심기압 975hPa의 온대저기압으로 변질되었다고 발표하였다. 민들레는 북한에서 제출한 이름으로 민들레를 의미한다.

### 제17호 태풍 라이언록
2021년 제17호 태풍 라이언록(LIONROCK)은 10월 8일 3시에 중심기압 994hPa, 최대풍속 18m/s, 강풍 반경 750km(동쪽 반경)의 열대폭풍으로 베트남 다낭 동북동쪽 약 330km 부근 해상(남중국해)에서 발생하였다. (일본 기상청 태풍정보 속보치 기준) 발생 이후 별다른 추가 발달 없이 북서~서북서진하면서 하이난섬을 관통하고 통킹만을 통과한 뒤 약화되어서, 일본 기상청 기준으로는 10월 10일 15시에 베트남 하노이 동남동쪽 약 121km 부근 해상(통킹만)에서 중심기압 1000hPa의 열대저압부로 소멸하였다. 한국 기상청 기준으로는 10월 10일 21시에 베트남 하노이 남동쪽 약 60km 부근 육상에서 중심기압 1000hPa의 열대저압부로 소멸하였다. 라이언록은 10월 태풍 진로의 기본적인 패턴을 보였다. 라이언록은 홍콩에서 제출한 이름으로 봉우리 중에서도 사자바위를 의미한다.

### 제18호 태풍 곤파스(제명)
2021년 제18호 태풍 곤파스(KOMPASU)는 10월 8일 15시에 중심기압 998hPa, 최대풍속 18m/s, 강풍 반경 950km의 열대폭풍으로 필리핀 마닐라 동쪽 약 960km 부근 해상에서 발생하였다. (일본 기상청 태풍정보 속보치 기준) 발생 이후 거의 정체 및 서진하며 루손 해협을 통과한 뒤에 남중국해에 진출하며 발달해서 10월 12일 3시에 필리핀 마닐라 북쪽 약 500km 부근 해상(루손 해협)에서 중심기압 975hPa, 최대풍속 28m/s의 강한 열대폭풍으로 최성기를 맞이하였다. 남중국해에서 최성기 세력을 유지하다가 10월 13일 18시에 최성기 세력으로 하이난섬에 상륙하였다. 하이난섬을 관통한 뒤에 통킹만에서 급약화되어서, 일본 기상청 기준으로는 10월 14일 21시에 베트남 하노이 남동쪽 약 226km 부근 해상(통킹만)에서 중심기압 1004hPa의 열대저압부로 소멸하였다. 한국 기상청 기준으로는 10월 14일 21시에 베트남 하노이 남쪽 약 180km 부근 육상에서 중심기압 1002hPa의 열대저압부로 소멸하였다. 곤파스는 일본에서 제출한 이름으로 별자리 중에서도 컴퍼스자리를 의미한다.

### 제19호 태풍 남테운
2021년 제19호 태풍 남테운(NAMTHEUN)은 10월 10일 9시에 중심기압 1000hPa, 최대풍속 18m/s, 강풍 반경 330km(북동쪽 반경)의 열대폭풍으로 미국 괌 동북동쪽 약 1,710km 부근 해상에서 발생하였다. (일본 기상청 태풍정보 속보치 기준) 발생 이후 서북서~북북동진하며 더디게 발달하였고, 10월 16일 15시에 미국 괌 북동쪽 약 2,830km 부근 해상에서 북위 30도를 통과하면서 중심기압 996hPa, 최대풍속 25m/s의 강한 열대폭풍으로 최성기를 맞이하였다.(일본 기상청 태풍정보 속보치 기준) 최성기 이후 북동진하며 온대저기압화가 진행되었고, 10월 17일 9시에 미국 괌 북동쪽 약 3,201km 부근 해상에서 중심기압 1002hPa의 온대저기압으로 변질되었다.(일본 기상청 태풍정보 속보치 기준) 남테운은 라오스에서 제출한 이름으로 강의 이름을 의미한다.

### 제20호 태풍 말로
2021년 제20호 태풍 말로(MALOU)는 10월 25일 9시에 중심기압 1002hPa, 최대풍속 18m/s, 강풍 반경 440km(북동쪽 반경)의 열대폭풍으로 미국 괌 서북서쪽 약 680km 부근 해상에서 발생하였다.(일본 기상청 태풍정보 속보치 기준) 발생 이후 북서태평양의 높은 수온으로 인해 북~북북동진하며 발달하였고, 10월 28일 21시에 일본 도쿄 남남동쪽 약 1,080km 부근 해상(일본 오가사와라 제도)에서 중심기압 965hPa, 최대풍속 39m/s의 '강한' 태풍으로 최성기를 맞이하였다. 최성기 이후 빠르게 북북동진하며 온대저기압화가 진행되었고, 일본 기상청 기준으로는 10월 29일 21시에 일본 도쿄 동쪽 약 930km 부근 해상에서 중심기압 976hPa의 온대저기압으로 변질되었다고 발표하였다.(한국 기상청 기준으로는 중심기압 980hPa의 온대저기압으로 변질되었다.) 말로는 마카오에서 제출한 이름으로, 광동어로 보석 마노를 의미한다.

### 제21호 태풍 냐토
2021년 제21호 태풍 냐토(NYATOH)는 11월 30일 9시에 중심기압 1000hPa, 최대풍속 18m/s, 강풍 반경 600km(북쪽 반경)의 열대폭풍으로 미국 괌 서쪽 약 560km 부근 해상에서 발생하였다.(일본 기상청 태풍정보 속보치 기준) 발생 이후 북서태평양의 높은 수온, 전방위의 발산류로 인해 서북서~북북동진하며 급발달하였고, 12월 3일 9시에 미국 괌 서북서쪽 약 1,050km 부근 해상에서 중심기압 925hPa, 최대풍속 51m/s의 '매우 강한' 태풍으로 최성기를 맞이하였다. 최성기 이후 빠르게 북동진하며 매우 강한 연직시어로 인해 급약화되어서, 한국 기상청 기준으로는 12월 4일 9시에 일본 도쿄 남동쪽 약 1,030km 부근 해상에서 중심기압 994hPa의 온대저기압으로 변질되었다고 발표하였다. 일본 기상청 기준으로는 12월 4일 15시에 일본 도쿄 남동쪽 약 1,071km 부근 해상에서 중심기압 1006hPa의 열대저압부로 소멸하였다고 발표하였다. 냐토는 말레이시아에서 제출한 이름으로, 동남아시아 열대우림에서 나는 목재의 한 종류이다.

### 제22호 태풍 라이(제명)
2021년 제22호 태풍 라이(RAI)는 12월 13일 15시에 중심기압 998hPa, 최대풍속 18m/s, 강풍 반경 440km(북서쪽 반경)의 열대폭풍으로 팔라우 동남동쪽 약 730km 부근 해상에서 발생하였다.(일본 기상청 태풍정보 속보치 기준) 발생 이후 약한 윈드시어로 인해 서~서북서진하며 급발달하였고, 12월 16일 15시에 필리핀 세부 동쪽 약 240km 부근 육상(필리핀 수리가오 섬)에서 중심기압 915hPa, 최대풍속 54m/s의 '맹렬한' 태풍으로 1차 최성기를 맞이하였다. 1차 최성기 이후 필리핀 비사야 제도와 팔라완 섬을 통과하면서 다소 약화되었다가 서~서북서진하면서 남중국해에 진출한 뒤 약한 윈드시어로 인해 다시 급발달해서, 12월 19일 3시에 베트남 다낭 남동쪽 약 570km 부근 해상(남중국해)에서 중심기압 915hPa, 최대풍속 54m/s의 '맹렬한' 태풍으로 2차 최성기를 맞이하였다. 2차 최성기 이후 북서진하다가 북북동진으로 전향한 이후 북쪽의 건조한 공기와 낮은 해수면 온도, 강한 윈드시어로 인해 급약화되어서 일본 기상청 기준으로는 12월 20일 21시에 중국 홍콩 남서쪽 약 432km 부근 해상(남중국해)에서 중심기압 1004hPa의 열대저압부로 소멸하였다고 발표하였다. 한국 기상청 기준으로는 12월 21일 3시에 중국 홍콩 남남서쪽 약 310km 부근 해상(남중국해)에서 중심기압 1004hPa의 열대저압부로 소멸하였다고 발표하였다. 이 태풍이 필리핀에서 400명이 넘는 어마어마한 사망자 수를 기록하였다. 라이는 미크로네시아에서 제출한 이름으로 돌로 만든 화폐를 의미한다.

## 같이 보기
- 2021년 북인도양 사이클론
- 2021년 동태평양 허리케인
- 2021년 북대서양 허리케인
- 2021년 북서태평양 열대저압부
- 2020~2021년 남서인도양 사이클론
- 2020~2021년 남태평양 사이클론
- 2020~2021년 오스트레일리아 근해 사이클론